# شیخ‌لی (خاچماز)
شیخ‌لی (به لاتین: Şıxlı، پیش‌تر کراسنی خوتور Krasnı Xutor) یک منطقه مسکونی در جمهوری آذربایجان است که در شهرستان خاچماز واقع شده‌است.